# Pöhlbach
Der Pöhlbach (tschechisch: Polava, im Oberlauf Hraniční potok) ist ein rechter Nebenfluss der Zschopau in Sachsen und Tschechien.

## Verlauf

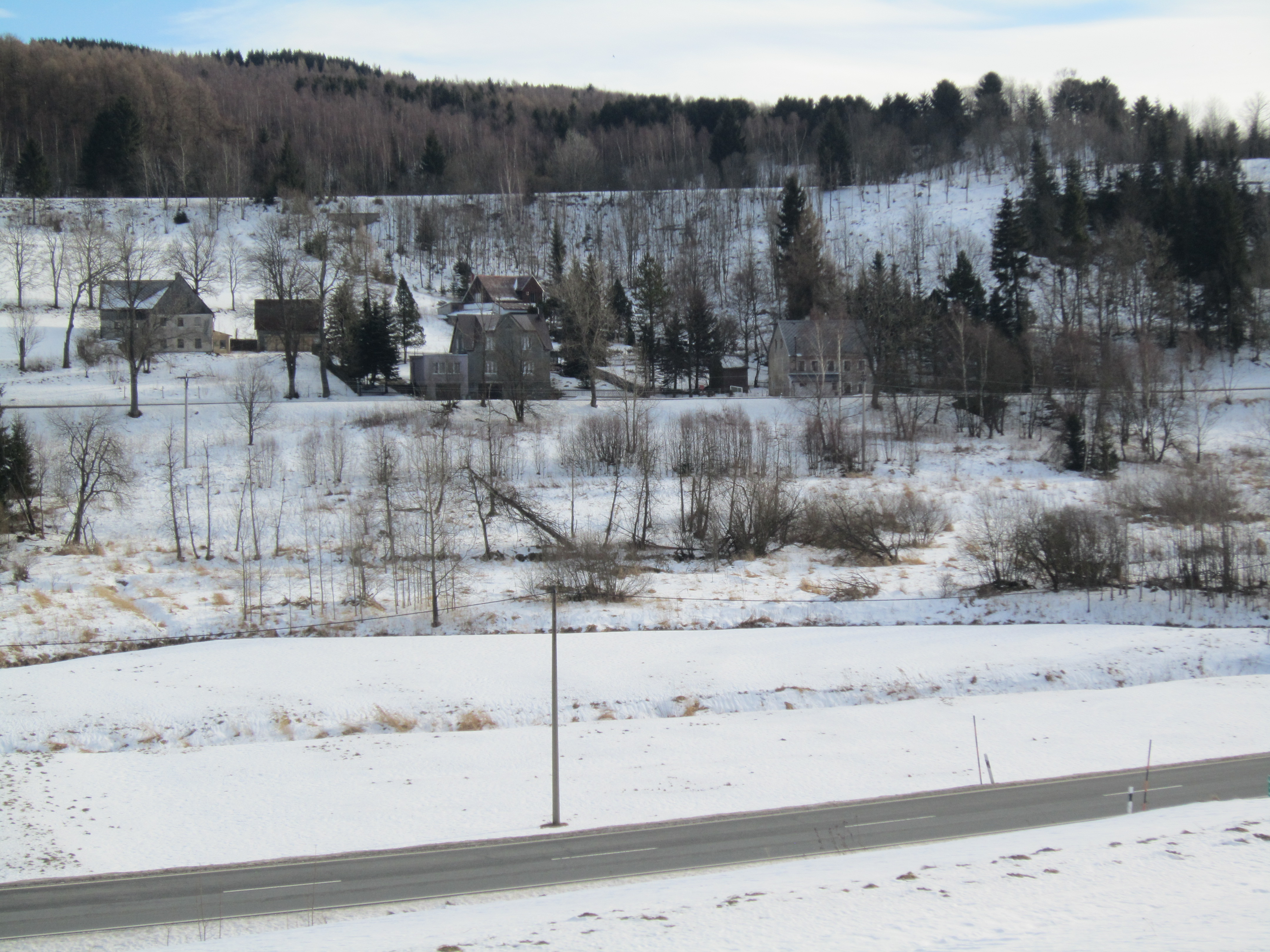
Blick über die Bundesstraße 95 und den Pöhlbach nach Böhmisch Hammer (České Hamry u Vejprt)

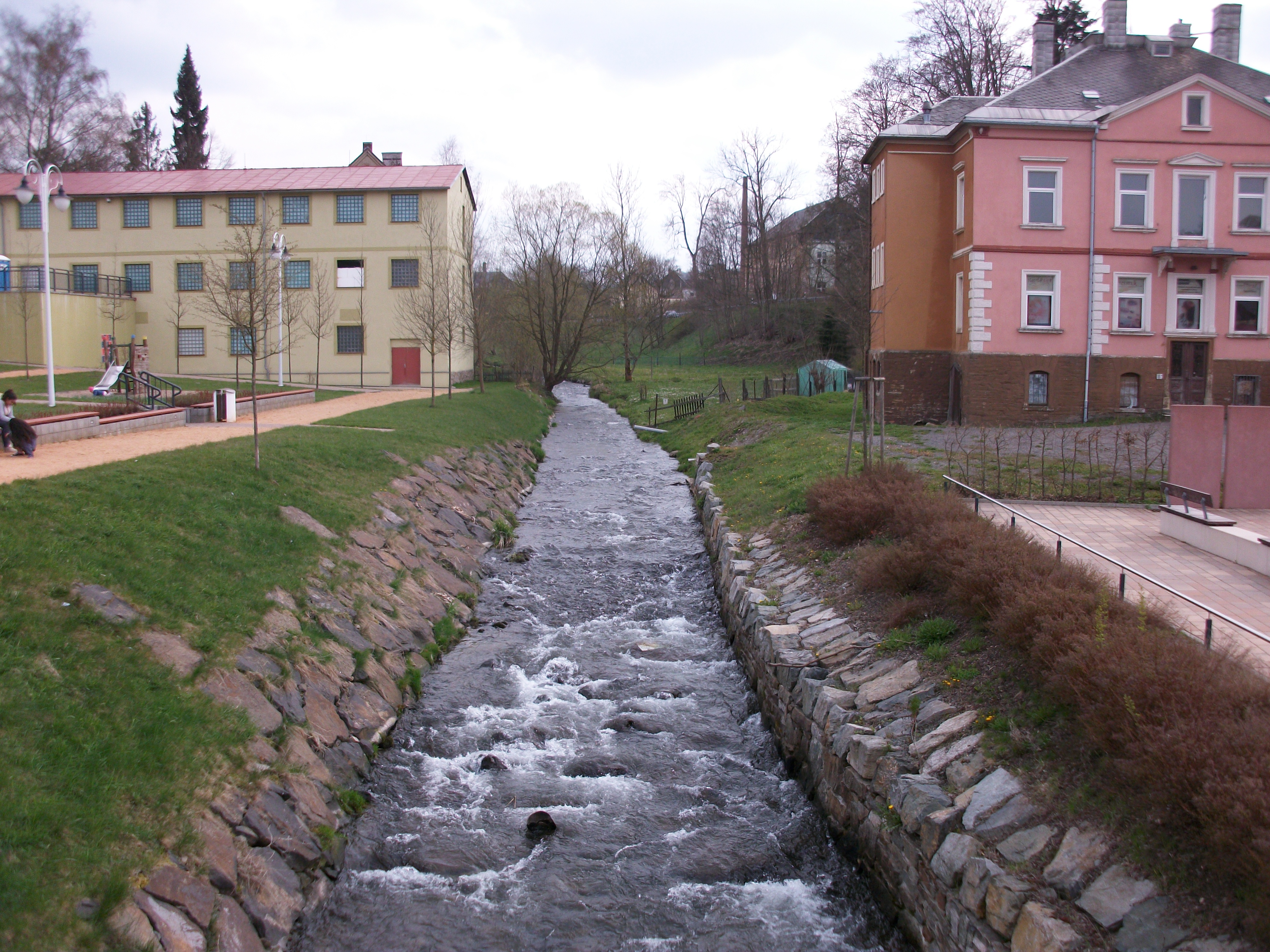
Der Pöhlbach als Grenzbach zwischen dem tschechischen Vejprty (links) und dem deutschen Bärenstein (rechts)

Er entspringt auf der Schlauderwiese auf etwa 1100 Meter Höhe in der Deutschen Zwicke, einem sächsischen Grenzzipfel am Keilbergmassiv unweit der Stadt Gottesgab (Boží Dar).
Der Pöhlbach durchfließt als Grenzbach den Zechengrund bei Oberwiesenthal, ein altes sächsisches und böhmisches Bergbaugebiet.
An seinen Ufern liegen die Bergstadt Oberwiesenthal sowie die deutschen und böhmischen Orte Böhmisch Wiesenthal (Loučná pod Klínovcem), Unterwiesenthal, Hammerwerk Schlössel, Hammerunterwiesenthal, Böhmisch Hammer (České Hamry u Vejprt), Lauxmühle (Výsada), Niederschlag, Neugeschrei (Nové Zvolání), Stahlberg, Bärenstein und Weipert (Vejprty).
Bei Lauxmühle, einst ein beliebter Ausflugsort, mündet das von Stolzenhain (Háj u Loučné) kommende Weißwasser (Bílá Voda) in den Pöhlbach.
Hinter Weipert, am nicht mehr existierenden Blechhammer, fließt der Pöhlbach bei Kühberg nach Sachsen. Am südlichen Ortsrand der zu Königswalde gehörigen Siedlung Brettmühle mündet von rechts der Conduppelbach ein. Im weiteren Verlauf erstreckt sich entlang des Flusses zu beiden Seiten das langgestreckte Dorf Königswalde. Bis ins 19. Jahrhundert bildete der Bach im Ortsbereich von Königswalde eine Verwaltungsgrenze und teilte den Ort in eine westliche Amtsseite (im Amt Schlettau bzw. Amt Grünhain) und die östliche, dem Rat der Stadt Annaberg gehörige Ratsseite (im Amt Wolkenstein).
Im Unterlauf des Pöhlbachs zwischen dem nördlichen Ende von Königswalde über Geyersdorf und Plattenthal verlief im 20. Jahrhundert die normalspurige Plattentalbahn. Nordwestlich von Thermalbad Wiesenbad mündet der Pöhlbach in der Nähe der Himmelmühle und des Abzweigs der Plattentalbahn von der Bahnstrecke Annaberg-Buchholz unt Bf–Flöha in die Zschopau.